# حملة محمد علي باشا على السودان
حملة محمد علي باشا على السودان أو الغزو التركي للسودان ، هو اسم أطلق على الحملة التي أطلقها محمد علي باشا والي مصر العثماني لضم السودان إلى مناطق نفوذه. ويطلق عليها أحياناً اسم الغزو التركي-المصري للسودان؛ وهذه العبارة يعتبرها البعض غير دقيقة حيث أن محمد علي باشا في الأصل كان ألبانياً. وكان يطلق على الفترة التي تلت هذه الحملة اسم «التركية السابقة». بالإضافة أن الحملة لم يكن فيها جنود مصريين، كما أن جميع حكام السودان والإداريين في المناصب العليا والجيش في عهد التركية السابقة كانوا من الأتراك وشمل هذا المصطلح أيضا الشركس والقوقازيين والألبان والشاميين والأوروبيين المسلمين ذوي الأصول البوسنية السلافية.

## أسباب الحملة
أراد محمد علي باشا عددا كبيراً من العبيد من مناطق جنوب السودان لتعزيز طموحاته الإقليمية، وقديماً كان تجار الرقيق السودانيون يجلبون العبيد من جنوب السودان في غارات كانوا يقومون بها. إذ كان سيمكنه تكوين جيش من الرقيق من الاستغناء عن القوات الألبانية والتركية.
بالإضافة إلى ذلك عندما قضى محمد علي على المماليك عام 1811م في مذبحة القلعة الشهيرة، حيث فر بقاياهم جنوباً إلى السودان وأنشؤوا لهم مقراً قرب دنقلا. ومع أنهم لم يشكلوا تهديداً مباشراً، إلا أن محمد علي قد أرسل سفارة إلى سلطنة الفونج في سنار طالباً منهم تطهير المماليك في دنقلا، ولكن لم يكن لسلاطين الفونج ولا لوزرائهم القدرة والموارد العسكرية للقيام بذلك.
كما كان محمد علي يعتقد أن السودان تحتوي على كميات كبيرة من الذهب.

## الحملة العسكرية على السودان

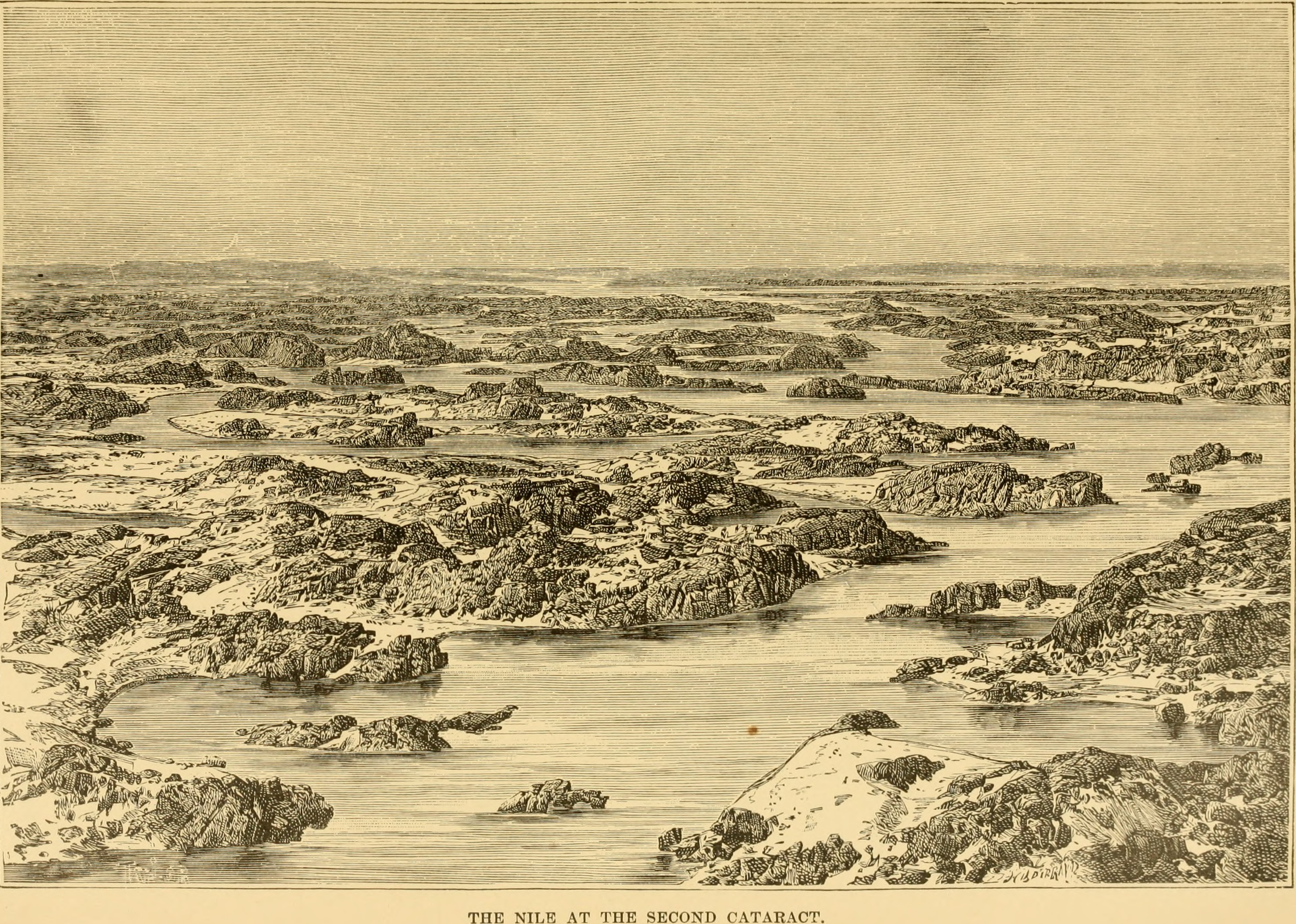
الشلال الثاني على النيل، بعدما جعله إسماعيل باشا قابلاً للملاحة، باستخدام المتفجرات.

انطلقت القوات المكونة من 4000 جندي تقريباً من القاهرة في يوليو 1820م، وكانت تتألف من الأتراك والألبان وغيرهم من القوات الناطقة بالتركية، وكذلك القوات المغاربية والبدوية القبلية، ولم يبدأ تجنيد المصريين، لذلك لم يشارك أي مصري بالحملة. وكان قائد هذه القوات إسماعيل كامل باشا، الابن الثالث لمحمد علي باشا والبالغ من العمر 25 عاماً، والذي انضم إلى جيشه في أسوان يوم 20 يوليو.  أما الثاني في القيادة فكان ضابطاً ألبانياً موثوقاً به، عابدين بك.
وقد قدمت قبيلة العبابدة للحملة الدعم بالجمال، وأفراد هذه القبيلة يعرفون المناطق الحدودية بشكل جيد. وتم تحديد وقت الغزو بفيضان النيل، حيث خططوا للإبحار عبر النيل فوق الشلالات، وكان النهر مرتفعاً بما فيه الكفاية للقيام بذلك ورغم ذلك استخدمت قوات إسماعيل باشا المتفجرات لتفجير ممر مائي في الشلال الثاني لتتمكن السفن من الذهاب إلى الجنوب.

## غزو النوبة السفلى
تقدم الجيش، وتلقوا خضوع وطاعة كاشف النوبة، والذي كان تابعا اسميا فقط للحكم العثماني، وعندما اجتازوا الشلال الثاني، خضع لهم أيضا حاكم صاي. وفي دنقلا قدم بعض المماليك طائعين وأما الآخرين فقد هربوا لكي يلتجئوا بالمك نمر الجعلي ملك شندي.

## غزو النوبة العليا

### هزيمة الشايقية

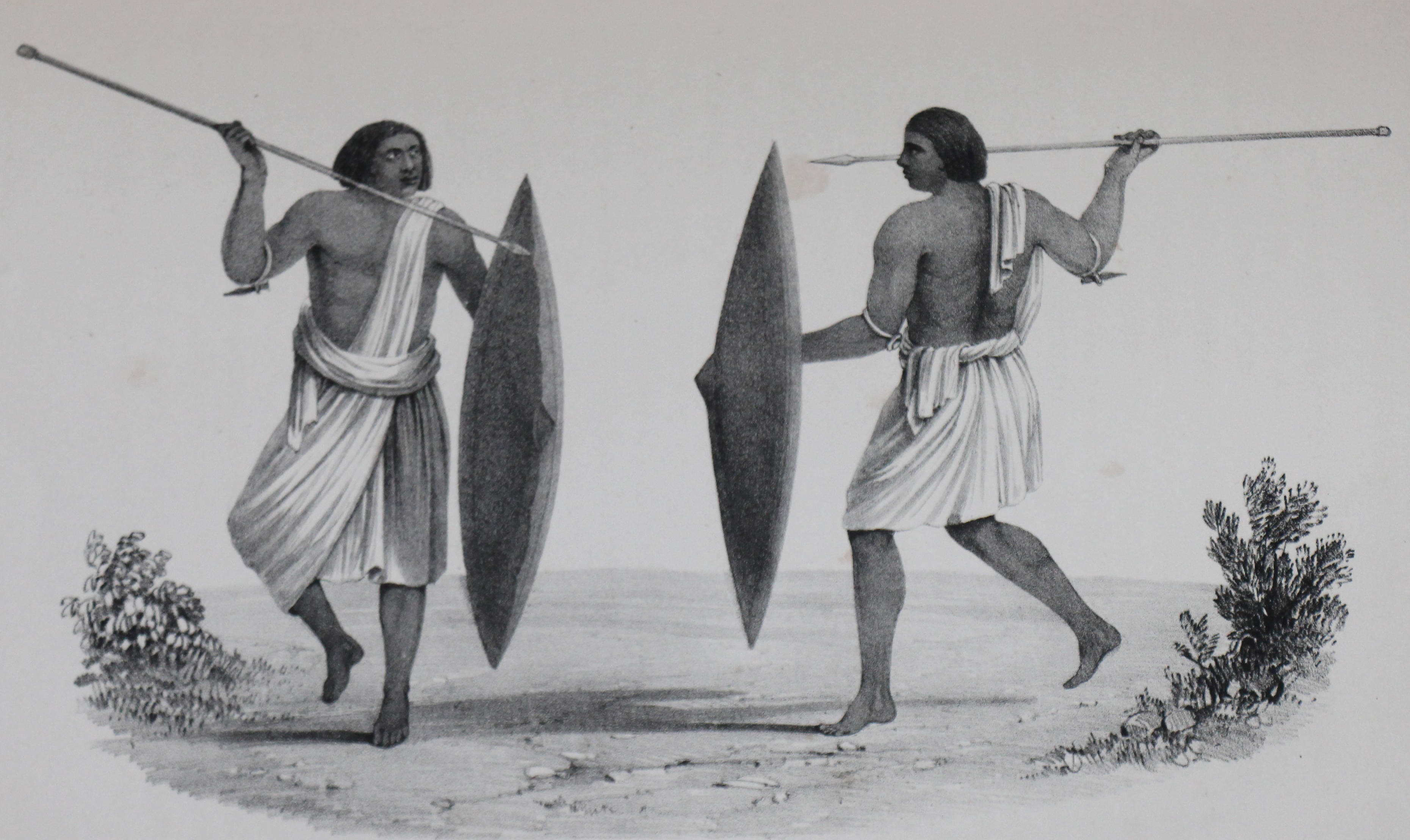
محاربون من الشايقية بأسلحتهم، القرن التاسع عشر.

لم تواجه الحملة أي مقاومة حتى وصلت إلى حدود مملكة الشايقية، حيث كانت أول مقاومة للغزو التركي منذ دخوله السودان من قبل اتحاد الشايقية القوي، الذين هزموا في 4 نوفمبر في معركة كورتي. وكانت من بين قوات الشايقية فتاة صغيرة تدعى مهيرة بت عبود بنت أحد زعماء الشايقية، وكانت على جمل مزين بالحلي الغنية، فكانت تلهب حماس الشايقية في معركة كورتي بأشعارها، وقد أعطت إشارة الهجوم للشايقية- وقد يكون هذا التقليد مستمد من المآثر للمحاربة عزلة في القرن السابع عشر والتي كانت تشتهر بمهاراتها القتالية-  ولكن تم دحر الهجوم الجريء للشايقية بالأسلحة النارية، وفي ذلك الوقت كان الشايقية كانوا يستخدمون الرماح والسيوف، ولم يستخدم الجيش التركي مدفعيتهم في هذه المعركة حيث كانت المدافع لا تزال تنقل على النهر بواسطة القوارب.
بعد المعركة وعد إسماعيل باشا جيشه مكافأة 50 قرش لكل من يقطع زوجاً من آذان العدو ويأتي بها إليه، وأدى هذا العمل الوحشي إلى الكثير من التشويه للمدنيين من الشايقية، حيث انتشروا في القرى وبدأوا بتقطيع آذان كل من يجدوه من الشايقية. ولم يستطع إسماعيل باشا السيطرة على قواته بعد ذلك، إلا أنه قد تمكن من إنقاذ 600 امرأة بلا أذنين من المزيد من  الاعتداءات، حيث نقلهن إلى مكان آمن في جزيرة على النيل. بعد هذه الهزيمة انسحب الشايقية عابرين النيل إلى جبل الضيقة وتحصنوا في القلعة الواقعة عليه- والتي لا تزال آثارها باقية- فلحقهم إسماعيل باشا، وبما أن الشايقية قد فقدوا العديد من  فرسانهم في معركة كورتي فقد جندوا مشاة من الفلاحين، ومرة أخرى بدأوا الهجوم عليهم، ولكن تمكن إسماعيل باشا في هذه المرة من أن يحضر مدافعه، والتي قضت على قوات الشايقية. ومرة أخرى عادت المذابح بعد النصر التركي.

### استكمال الغزو باتجاه الجنوب
بعد هذا الانتصار، أرسل إسماعيل باشا أسطولا من القوارب النهرية باتجاه أعلى النيل مع قوات مرافقة للحماية على طول ضفة النهر، وقد وصلوا بربر في 5 مارس، والتي قد خضعت من دون مقاومة. أما إسماعيل باشا نفسه فقد أخذ جزءاً كبيرا من قواته عابراً صحراء بيوضة 21 فبراير 1821م، ووصلوا إلى النيل في البقير جنوب الدامر، وبعد عدة مفاوضات، قدم عدد قليل من المماليك وسمح لهم بالعودة إلى مصر، أما البقية الذين رفضوا القدوم هربوا وتعمقوا أكثر في البلاد ولا يعرف المزيد عنهم. أما بقية الزعماء المحليين الذين كانو صامدين ضد الغزو عقد معهم إسماعيل باشا شروطاً، وأما باقي الشايقية فقد جعلهم إسماعيل باشا ضمن قواته الخاصة، وأما الجعليين فجعلهم إسماعيل باشا تحت المك نمر ملك شندي.

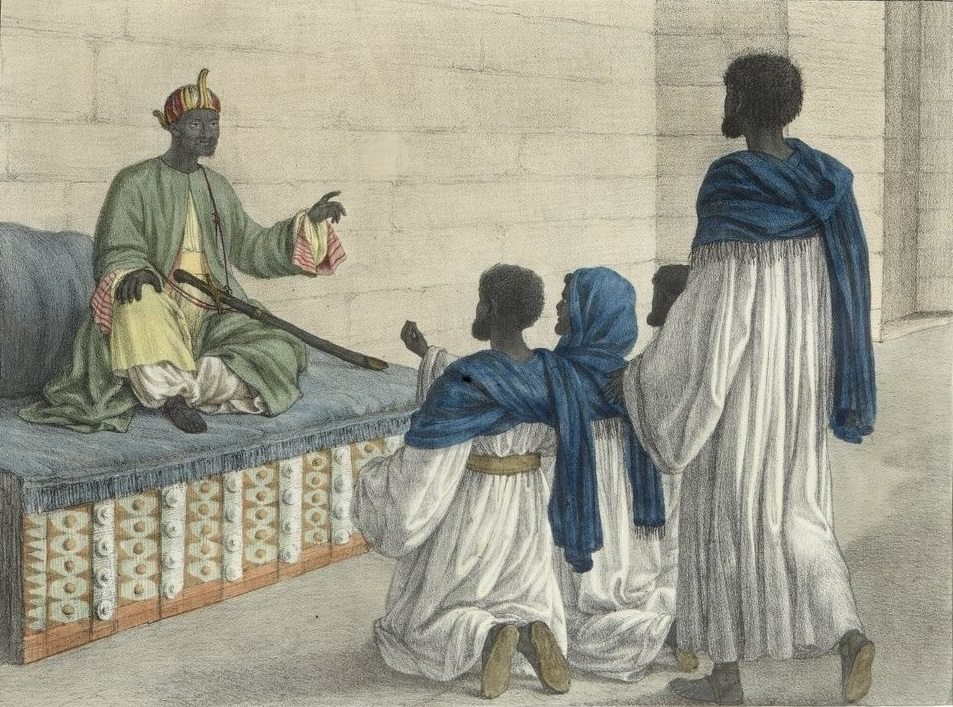
رسمة تمثل ملك سنار، تم رسمها بعد الحملة التركية 1821م.

### سقوط سنار ونهاية سلطنة الفونج
عبر جيش إسماعيل باشا النيل الأبيض إلى الجزيرة. فقط 9 قوارب مصرية استطاعت أن تجتاز الشلال الثالث، وتم حصر البقية، حيث انتهى فيضان النيل وانخفض منسوب المياه، لذلك استغرق نقل الرجال والامدادات عبر النهر وقتاً - من 20 مايو حتى 1 يونيو.
عند وصول إسماعيل باشا وجد المملكة تلفظ أنفاسها الأخيرة، والتي كانت في حالة اضطرابات داخلية، واستمر في الزحف نحو سنار فقابله بعض رجال الدين فقدموا له فروض الولاء والطاعة فأمنهم على أنفسهم، ولما شارف حدود مدينة سنار خرج إليه السلطان بادي السادس مبايعاً في 12 يونيو 1821م فدخل إسماعيل باشا سنار في اليوم التالي من دون مقاومة، معلناً بذلك نهاية سلطنة سنار الإسلامية أعظم الممالك الإسلامية التي ازدهرت في السودان.
وانطلق الأتراك على طول النيل الأزرق بحثا عما يعتقدون أنه مصادر غنية بالذهب، واستولوا على فازوغلي، أبعد مكان لغزوهم في هذه المنطقة.  في أواخر عام 1821م إنضم إبراهيم باشا ابن محمد علي باشا إلى أخيه إسماعيل باشا في سنار، وقد أرسل محمد علي باشا ابنه إبراهيم باشا لتسريع الغزو وللحصول على عدد أكبر من الرقيق، وفي طريقه إلى الجنوب أنشأ ترحيلا منظما للسفن على النيل لترحيل الرقيق إلى الشمال بطريقة أكثر تنظيما. وقد إنضم إبراهيم باشا إلى إسماعيل في حملات الرقيق قبل أن يصاب بالمرض ويرجع إلى القاهرة.

### غزو كردفان
وبمجرد أن استسلم الشايقية، أرسل محمد علي باشا جيشا آخر يتألف من 3 إلى 4 آلاف رجل وبطارية مدفعية بقيادة محمد بك الدفتردار، للاستيلاء على سلطنة دارفور. اجتمعت القوات بالدبة حيث انضمت إليها قوات داعمة من قبيلة الكبابيش التي رافقتهم باتجاه الجنوب الغربي نحو صحراء بيوضة إلى شمال كردفان.
قوات دارفور ارتكبت خطأً بعدم مهاجمة القوات الغازية بمجرد خروجهم من الصحراء، والانتظار بدلا من ذلك في بارا. وكانت هناك قوة هائلة مكونة من 9000 رجل من سلطنة دارفور هزموا من قبل الجيش التركي بسبب القوة النارية المتفوقة مما أدى إلى خسارة جيش دارفور ل1500 رجل. وكما فعل إسماعيل باشا بالشايقية، قدم الدفتردار مكافأة لكل من يأتي بآذان العدو، وأرسلت أكياس منها إلى القاهرة. وبعد فترة وجيزة أخذ الأتراك عاصمة كردفان الأبيض.
أرسل سلطان دارفور قوات جديدة من الغرب، ولكنها أيضا هزمت. وأصبح الحكم التركي الآن آمنا في شمال كردفان. ولكن الدفتردار كان يفتقر إلى القوات للقيام بهجوم مباشر إما على جبال النوبة أو على دارفور.وقد سعى محمد علي في وقت لاحق في ضم دارفور، من خلال دعم أحد الطرفين ضد الآخر في حرب أهلية، ولكن هذه المبادرة لم تنجح أيضا.

### الثورة في شندي وسنار
في بداية عام 1822 كان حوض النيل في السودان بأكمله وكردفان تحت السيطرة المصرية (حكم محمد علي باشا). وأنشئت إدارة عسكرية تحت أربعة حكام (مأمورين) - عابدين آغا في دنقلا، والذي كان دوره أن يقوم بحماية خطوط الإمداد إلى مصر، وكان حكيما كفاية لفرضه الضرائب على مستوى منخفض لتجنب أي ثورة أو تمرد؛ محو بيك (من أصل كردي) في بربر، والذي حافظ على مراقبة شندي والمدن الأخرى شمال الجزيرة؛ إسماعيل باشا في سنار؛ ومحمد بك الدفتردار في كردفان.
وقد تم فرض نظام يدفع بموجبه الضرائب بمعدل 15 دولارا للعبد، و10 للبقرة، و5 للغنم أو الحمار. ونتيجة لذلك اندلعت الاضطرابات والهجمات المتفرقة على القوات التركية. ولمعالجة الوضع، اضطر إسماعيل باشا إلى الابتعاد عن سنار والعودة إلى ود مدني، ثم في أكتوبر أو نوفمبر 1822م إلى شندي. نزل إسماعيل باشا في شندي وطالب من المك نمر ملك الجعليين بدفع 15,000 دولار و6,000 من الرقيق خلال ثلاثة أيام، وعندما احتج المك نمر على هذا الطلب بأنه كان مستحيلا، ضربه إسماعيل باشا في وجهه بغليونه العثماني الطويل، فتدخل زعماء الجعليين لتهدئة الوضع ومنع حدوث مواجهة، وأمضى إسماعيل باشا الليلة في بيت على الجانب الآخر من النيل لقواته. فهجم الجعليون ليلا على قواته في أحد جانبي النهر، بينما كان إسماعيل باشا في الجهة الأخرى فأحرق الجعليون بيته، ومع الحريق مات إسماعيل باشا ورجاله الذين كانو معه إما حرقا أو اختناقا.
وانتشرت أخبار الثورة في شندي، فاضطرت الحاميات التركية في كرري، والحلفايا، والخرطوم، والعيلفون، والكاملين التراجع إلى ود مدني. واقتصرت الثورة في البداية على الجعليين تحت قيادة المك نمر وبعض العناصر في سنار بقيادة الأرباب دفع الله وحاج حسن ود رجب. قاد محمد سعيد قوة من الشايقية جنوب سنار فهزموا دفع الله وحسن ود رجب.

### قمع الثورة
بعد سماع محمد بك الدفتردار بمقتل إسماعيل باشا، سار شرقا من كردفان إلى سنار، وعلم أنه بينما كان المك نمر يحاصر محو بيك في بربر تجمع أبناؤه ومتمردين أخرين في المتمة. وتفاوضوا معه على العفو عنهم، ولكن عندما حاول رجل قبائل أن يغتاله، غضب غضبا كبيرا وانتقم انتقاما دمويا. وذهب إلى الشمال لرفع الحصار عن بربر، فهزم الجعليين وتم رفع الحصار، وسمح لمحو بيك الذهاب إلى الدامر. وسافر محمد بك الدفتردار ذهابا وإيابا من مكان إلى آخر، يقمع المعارضين، ويقتل المتمردين، وقد صنع سمعة وحشية لا تزال عالقة في ذاكرة السودانيين، وقد لقي 30,000 شخص مصرعهم في حملاته الانتقامية عند استعادته للنظام. ومع ذلك تمكن المك نمر من الفرار إلى الحبشة.

### نهاية الحملة
كانت حملات الدفتردار الانتقامية في الجزيرة تمثل التثبيت النهائي للحكم التركي في وسط السودان، وفي عام 1824 أمر محمد علي باشا الدفتردار بالعودة إلى القاهرة، وانتهى عمله، وتم استبداله بعثمان جركس باشا البرنجي حاكما أعلى للسودان أو (حكمدار)، وقد توفي عثمان جركس باشا عام 1825م.